# عملية مخلب النسر (العراق)
مخلب النسر ومخلب النمر (بالتركية: Pençe-Kartal Operasyonu وPençe-Kaplan Operasyonu) هي عمليات خارجية للقوات المسلحة التركية في شمال العراق، جرت في جبال قنديل ومنطقة سنجار ومخمور ضد أهداف لحزب العمال الكردستاني كجزء من الصراعات الكردية-التركية والكردية-الإيرانية المستمرة. بدأت الحملة الجوية (مخلب النسر) في 15او 16 يونيو 2020 وانطلقت الحملة البرية (مخلب النمر) في 17 يونيو.

## خلفية الأحداث
خلال محادثات السلام التي امتدت من 2013 إلى 2015، وافق حزب العمال الكردستاني على نقل معظم مقاتليه إلى الجبال في كردستان العراق. وبالتزامن مع ذلك أنشأت القوات المسلحة التركية قواعد لها في العراق، الأمر الذي أثار إدانات إقليمية ودولية. اندلع الصراع مرة أخرى في يونيو 2015، مصحوبًا بالمشاركة التركية المستمرة في الحرب الأهلية السورية ومضايقة الأحزاب الكردية في تركيا.

## تصريحات عن العملية
نشرت وزارة الدفاع التركية بيانًا على حسابها عبر تويتر يوم الاثنين الموافق 15/6/2020 تقول فيه:
«انطلقت عملية مخلب-النسر، وطائراتنا تدمّر جحور الإرهابيين فوق رؤوسهم»
وأشرف وزير الدفاع التركي خلوصي آكار على إدارة وقيادة عملية «مخلب-النسر» العسكرية في مركز عمليات القوات الجوية.
وشارك في إدارة وقيادة العملية كل من الرئيس أركان، آكار وقائد الجيش التركي يشار غولر، وقائد القوات البرية أُميت دوندار، وقائد القوات الجوية حسن كوجوك أكيوز، وقائد القوات البحرية عدنان أوزبال
وقالت الوزارة في بيان: إن «استفزازات المنظمة الإرهابية ومحاولاتها في شنّ هجمات ضد مخافرنا وقواعدنا العسكرية الحدودية زادت وتيرتها في الآونة الأخيرة، مما يهدد أمن شعبنا وحدودنا».
وأضافت: أن «العملية الجوية ضد الأوكار الإرهابية تتواصل في سنجار وقرجيك وقنديل والزاب وأفشين باسيان وهاكورك التي يتخذها الإرهابيون قاعدة لهم شمالي العراق».
وأوضحت الوزارة أن «العملية من أجل ضمان أمن شعبنا وحدودنا، عبر تحييد منظمة PKK والعناصر الإرهابية الأخرى، في إطار حق الدفاع عن النفس النابع من القانون الدولي».